# Ngạc Ấp Công chúa
Ngạc Ấp công chúa (chữ Hán: 鄂邑公主; ? — 80 TCN), cũng gọi Cái chúa (盖主), Cái Trưởng công chúa (蓋長公主) hoặc Ngạc Ấp Cái Trưởng công chúa (鄂邑蓋長公主), là một Hoàng nữ và Công chúa nhà Hán, con gái của Hán Vũ Đế Lưu Triệt và chị gái của Hán Chiêu Đế Lưu Phất Lăng.
Là một Trưởng công chúa với tư cách là chị gái của Hoàng đế, Ngạc Ấp công chúa tham gia vào cuộc đảo chính của Thượng Quan Kiệt cùng Thượng Quan An để lật đổ Hán Chiêu Đế, nhưng cuối cùng thất bại và bị ép tự sát.

## Cuộc đời
Sử sách không ghi lại bà sinh khi nào và mẹ đẻ là ai. Tạm thời ước đoán bà phải sinh trước khi Lưu Đán thụ phong Yên vương vào năm Nguyên Thú thứ 6 (117 TCN), bởi vì bà được xác nhận là chị của Lưu Đán. Ngoài ra, căn cứ "Văn thư Thừa tướng Ngự sử năm Cam Lộ thứ 2", vào năm Thủy Nguyên thứ 2 (85 TCN) thì cháu gái bà đã là Vương hậu của Hà Giang vương, nên cũng xác nhận rằng tuổi thật của Ngạc Ấp công chúa lớn hơn rất nhiều Chiêu Đế. Thời điểm Lưu Phất Lăng còn nhỏ đăng cơ, Ngạc Ấp công chúa được xác định là vị Hoàng nữ còn sống duy nhất của Hán Vũ Đế, cho nên khi ấy có danh xưng 「Đế tỷ; 帝姊」 đặc biệt chỉ riêng mình bà. Sau khi lên ngôi thì Chiêu Đế cho tăng thực ấp của chị lên 13.000 hộ, cho ở trong cung đình, lại tôn danh hiệu Trưởng công chúa - vốn chỉ dành cho Hoàng nữ do Hoàng hậu sinh ra.
Bà là người có vai trò quyết định trong việc đem lại cuộc hôn nhân giữa Hoàng đế em trai mình và Thượng Quan hoàng hậu. Cha của Thượng Quan thị là Thượng Quan An, con trai của Thượng Quan Kiệt, khi ấy Thượng Quan Kiệt cùng Đại tướng quân Hoắc Quang đang có quyền nhiếp chính, biết Trưởng công chúa cùng người ở Hà Giang là Đinh ngoại nhân (丁外人) thân cận nên có ý nhắm mắt cho qua, lại sai họ Đinh theo hầu Trưởng công chúa. Về sau, Trưởng công chúa nạp con gái Chu Dương thị, muốn đem làm Hoàng hậu của Chiêu Đế, Thượng Quan An lại muốn đem con gái mình thay thế, liên kết cùng Hoắc Quang thượng tấu nhưng bị khước từ. Không từ bỏ ý định, Thượng Quang An đã nhờ họ Đinh thuyết phục Trưởng công chúa về sự êm đẹp của cuộc hôn nhân. Ông ta cho rằng quyền lực của họ Thượng Quan sẽ vững chắc hơn với cuộc hôn nhân này, tiếp theo đó họ có thể giúp họ Đinh hợp pháp hóa mối quan hệ của mình với Trưởng công chúa, nghe vậy bà bèn đồng ý. Thượng Quan thị nhập cung năm 6 tuổi, liền thành Hoàng hậu.
Cha con Thượng Quan vì để thể hiện lòng biết ơn đối với họ Đinh vì vai trò của ông này trong việc tạo thuận lợi cho cuộc hôn nhân giữa Thượng Quan hoàng hậu và Hán Chiêu Đế, đã tiến cử phong ông này tước Hầu, bởi vì triều Hán chỉ cho Hoàng nữ Công chúa cưới Liệt hầu, nhưng yêu cầu này cũng như những nỗ lực của họ sau đó nhằm biến họ Đinh trở thành một vị quan quan trọng đều bị Đại tướng quân Hoắc Quang khước từ. Điều này khiến Trưởng công chúa phẫn nộ vì quyền lực và ảnh hưởng của họ Hoắc. Cha con Thượng Quan, Trưởng công chúa, Yên vương Lưu Đán và Tả thứ trưởng Ngự sử đại phu Tang Hoằng Dương liên kết muốn hạ bệ Hoắc Quang. Hai cha con Thượng Quan, Trưởng công chúa vì chuyện Đinh ngoại nhân mà oán hận Hoắc Quang, Tang Hoằng Dương vì có công thiết lập buôn bán rượu, muối, sắt làm kinh tế triều Chiêu Đế hưng thịnh nên rất ngọa mạn, song bởi vì Hoắc Quang luôn kiềm chế mà sinh oán hận. Trong đó, lại có Yên vương Lưu Đán từ lâu đã muốn ngôi vị Hoàng đế, nên cũng tham dự để có thể nhân cơ hội đánh bại Hoắc Quang thì sẽ có thể lật đổ Hán Chiêu Đế.
Vào năm Nguyên Phụng nguyên niên (80 TCN), Trưởng công chúa cùng hai cha con Thượng Quan sai người lấy danh nghĩa Yên vương Lưu Đán dâng một bản tấu lên Chiêu Đế, tố cáo Hoắc Quang thực thi trái phép quyền lực của Hoàng đế. Kế hoạch của những kẻ chủ mưu là ngay sau khi Chiêu Đế cho phép điều tra thì Thượng Quan Kiệt và Tang sẽ bắt và ngay lập tức xử tử họ Hoắc. Tuy nhiên, sau khi bản tấu được dâng lên Chiêu Đế thì vị Hoàng đế 14 tuổi đã không có hành động gì. Ngày hôm sau, ông ta triệu tập Hoắc Quang vào cung và giải tội cho ông ta, cho rằng những hành động mà Hoắc Quang bị buộc tội mới xảy ra gần đây nên Yên vương Đán ở xa không thể biết đến chúng, và vì thế bản tấu này là sai. Tại thời điểm này, âm mưu chống lại họ Hoắc không bị phát hiện. Tháng 9 (ÂL) năm ấy, những kẻ chủ mưu này lại cố gắng một lần nữa, kế hoạch của họ là Trưởng công chúa mời họ Hoắc đến dự tiệc và rồi phục kích và giết ông ta, sau đó họ sẽ phế truất Chiêu Đế và đưa Yên vương Lưu Đán lên làm Hoàng đế. Âm mưu này bị một người hầu của Trưởng công chúa làm lộ và những kẻ chủ mưu đã bị bắt và xử tử cùng với toàn bộ gia tộc của họ. Trưởng công chúa và Yên vương Đán bị buộc phải tự sát, con trai bà là Văn Tín (文信) cùng con trai của Yên vương là Thái tử Lưu Kiến được xá tội nhưng bị giáng làm thứ dân.
Căn cứ "Văn thư năm Cam Lộ thứ 2" thì bà có một cháu trai gọi Đinh Tử Khẩu (丁子口), không rõ có phải là con riêng của bà với Đinh ngoại nhân hay không. Ngoài ra, bà còn có một cháu trai tên Đàm (譚), không rõ họ.